# Scutolauxania piloscutellaris
Scutolauxania piloscutellaris är en tvåvingeart som beskrevs av Friedrich Georg Hendel 1926. Scutolauxania piloscutellaris ingår i släktet Scutolauxania och familjen lövflugor.
Artens utbredningsområde är Peru. Inga underarter finns listade i Catalogue of Life.